# 無聲對話工作坊

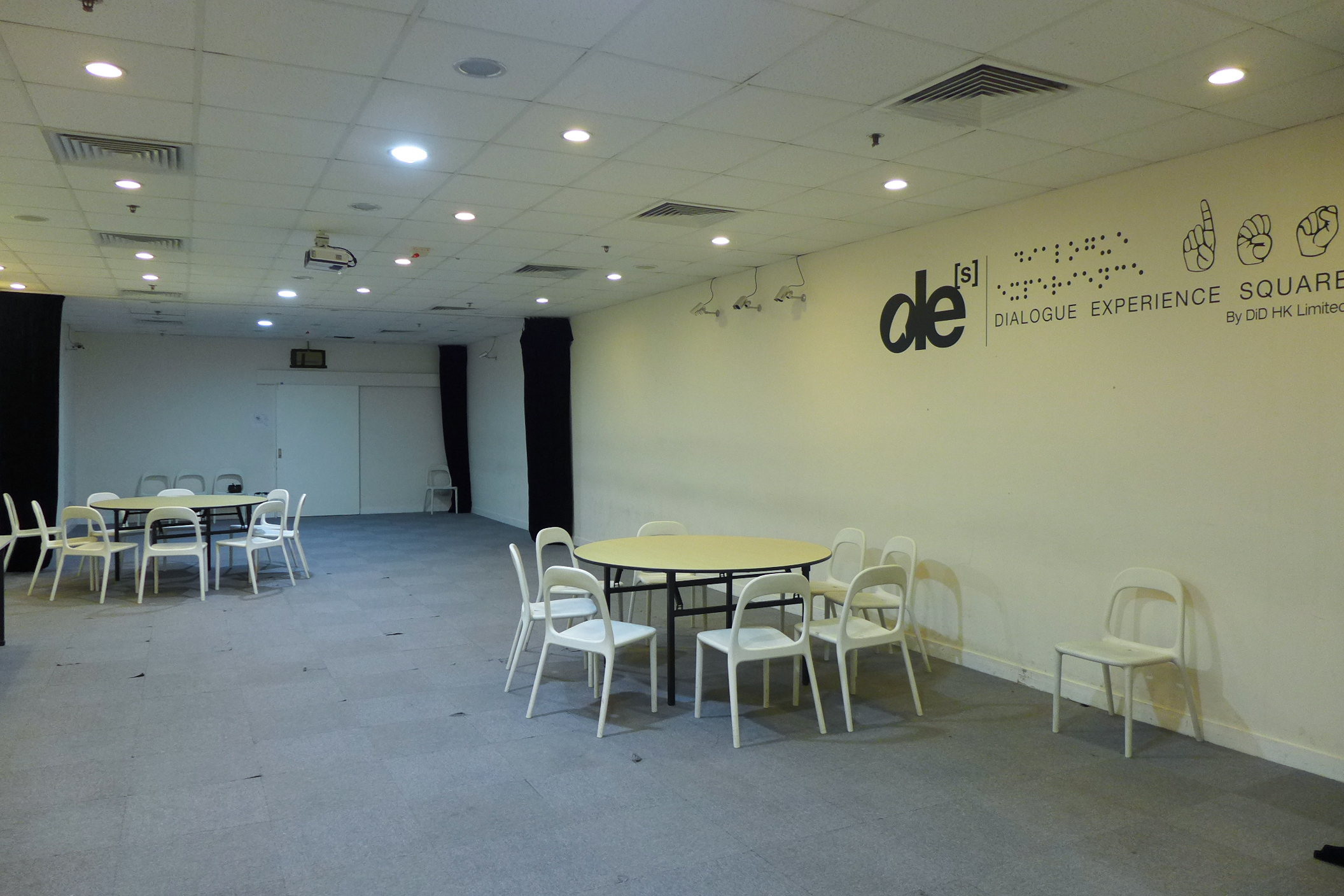
無聲對話工作坊

無聲對話工作坊（英文：Dialogue in Silence）是香港一所以體驗聾人生活為主題的場館，位於九龍長沙灣通州街的星匯居之內，於2011年4月7日啟用。
工作坊提供一個兩小時的體驗，參加者須戴上耳筒模擬失去聽覺，在沒有聲音的情況下，讓參加者用眼睛、用身體語言，在無聲溝通中發現新的經驗。參加者在聾人導師的指導下，進行角色互換，模擬聾人所面對的處境。

## 成立背景
「無聲對話工作坊」源自德國社會企業(Dialogue Social Enterprise)的國際品牌，由德國的海勒奇(Andreas Heinecke)博士創立。香港是亞洲區首個舉辦的城市，參加者要在沒有任何聲音的情況下，盡力以非語言的方式如手勢、身體語言與別人溝通，目的是讓人重新思考傷殘與健全的界限，提高健聽人士對聾人的了解，達到傷健共融，亦同時改善自己的溝通技巧。

## 外部連結
- 無聲對話工作坊官方網頁
- 無聲對話工作坊 Facebook 專頁
- 社企流：看見平常看不見的自己－黑暗對話社會企業 （页面存档备份，存于）